# Salida de Carmen Aristegui de MVS
La salida de Carmen Aristegui de MVS Radio ocurrió el 15 de marzo de 2015, luego de más de una semana de polémica entre la periodista y la empresa, iniciado por la participación del equipo de investigación de Aristegui y el uso de la marca MVS en la plataforma ciudadana Méxicoleaks. El espacio radiofónico había dado a cobertura meses atrás a casos de repercusión nacional e internacional como la compra de una casa de Angélica Rivera, la esposa del presidente Enrique Peña Nieto y la consecuente investigación por conflicto de interés a este y el asesinato de civiles en Tlatlaya. Su noticiario, MVS Noticias Primera Edición en Noticias MVS, en la estación con la frecuencia 102.5 del FM, era el de mayor audiencia en la Ciudad de México, Guadalajara y Monterrey entre las 8 y 9 de la mañana en enero de 2015, en dicha frecuencia y el segundo sumando AM y FM luego del de Ciro Gómez Leyva.
Luego de cuatro años de litigios y discusiones el hecho fue determinado como un despido laboral ilegal e injustificado por la Suprema Corte de Justicia de la Nación (SCJN) de México. También fue calificado por algunas voces como negativo a la libertad de expresión y al periodismo crítico en el país, incluido su poder judicial, la Comisión de Derechos Humanos de la Ciudad de México, el relator de Libertad de Expresión de la Comisión Interamericana de Derechos Humanos (CIDH), Edison Lanza, periodistas del continente americano que firmaron para ello la llamada Declaración de Medellín organizaciones de la sociedad civil nacionales e internacionales; y por otras como un mero asunto laboral incluido el gobierno de México, teniendo repercusiones jurídicas, mediáticas y sociales tanto en la Ciudad de México como en redes sociales.
En 2017 un juez civil determinó que el despido y cancelación del espacio de Aristegui había sido ilegal e indebido. Un tribunal colegiado desechó en 2018 una apelación a dicha sentencia por parte de MVS Radio. Carmen Aristegui volvió a su noticiario matutino en la radio FM mediante una alianza entre el sitio nacido a partir de su salida, Aristegui Noticias y Grupo Radio Centro el 17 de octubre de 2018.
El 13 de febrero de 2018 la Primera Sala de la Suprema Corte de Justicia de la Nación confirmó la sentencia del juzgador recargando su razonamiento en el derecho a la libertad de expresión. El 20 de febrero de ese mismo año la misma corte suprema mexicana desechó una segunda demanda de MVS y la familia Vargas por presunto daño moral.

## Antecedentes
En 2008 la estación W Radio decidió cancelar el contrato de Carmen Aristegui como conductora del noticiario matutino Hoy por hoy en la frecuencia 900 de AM y 96.9 del FM que tenía desde 2003. En ese espacio tuvieron cobertura casos polémicos. La empresa alegó "incompatibilidad editorial" en un nuevo esquema que adoptaría a partir de esa fecha y en el que el formato de Aristegui no tenía cabida.

### Primer despido de MVS
La periodista inició un nuevo noticiario matutino en Noticias MVS en su frecuencia 102.5 del FM, a partir del 4 de enero de 2009. El 7 de febrero de 2011 Aristegui y su equipo fueron despedidos de la emisora por dar cobertura en su espacio radiofónico a un presunto problema de alcoholismo del entonces presidente Felipe Calderón y transgredir el código de ética de la emisora. Ante la presión social y la declaración pública de la periodista de que el despido fue por no leer una disculpa pública a Calderón, el programa regresó al aire el 11 de febrero de 2011. Joaquín Vargas, dueño de la emisora, denunció en 2012 que detrás del despido y recontratación de la periodista hubo presión por parte del Gobierno Federal a cambio de concesiones de banda ancha, concretamente del entonces secretario Javier Lozano, entonces secretario del Trabajo y Previsión Social, lo que fue negado por este mismo.

### Reportaje de la casa blanca de Enrique Peña Nieto
El 9 de noviembre de 2014, Aristegui publicó en su propio portal de noticias un extenso reportaje sobre una casa en Lomas de Chapultepec de 7 millones de dólares adquirida por Angélica Rivera, la primera dama de México y esposa del presidente Enrique Peña Nieto. El inmueble fue comprado a la constructora Grupo HIGA, beneficiada durante la gestión de Peña Nieto como gobernador del Estado de México con cuantiosos contratos. La historia tuvo amplias repercusiones debido al conflicto de interés denunciado entre el presidente y el grupo constructor. Entre sus consecuencias directas está la revocación de la licitación para la construcción del tren México-Querétaro; la revelación de otra propiedad millonaria adquirida al propietario de HIGA por parte del secretario de Hacienda y Crédito Público, Luis Videgaray; el nombramiento de Virgilio Andrade como titular de la Secretaría de la Función Pública con la orden explícita de investigar las adquisiciones, así como una serie de severas críticas por parte de la prensa internacional[cita requerida] por la falta de transparencia[cita requerida] del presidente mexicano.
La empresa MVS en comunicado de prensa en todo momento negó haber ejercido cualquier tipo de censura en la difusión del reportaje de la casa blanca, incluso establece en su comunicado que el reportaje fue hecho con recursos económicos enteramente provenientes de la empresa y estuvo en plena difusión en Radio MVS durante 120 días, la mayoría del tiempo en el mismo programa que Aristegui conducía. En el mismo comunicado establecen que hubo un desvío de recursos por parte de Carmen Aristegui al darle preferencia a la publicación un día antes en su portal Aristegui Noticias. La empresa informó en dicho comunicado que revisan el caso del desvío de esos recursos en favor de los intereses patrimoniales de la conductora, ya que esto podría considerarse un acto ilegal.
En septiembre de 2015, por este reportaje, el equipo de investigación recibió el premio nacional de periodismo 2014 y el Premio Gabriel García Márquez. El 21 de noviembre de 2015, por la investigación se le otorgó al equipo el premio Premio Latinoamericano de Periodismo.

### MéxicoLeaks
El 10 de marzo de 2015 una alianza entre medios de comunicación y organizaciones de la sociedad civil anunciaron el lanzamiento de la plataforma Méxicoleaks, un sitio para el envío de información de forma segura y protegiendo el anonimato de las y los filtradores de información. A esta plataforma se unió el equipo denominado "Unidad MVS/Aristegui". Al día siguiente Aristegui lo anunció al aire en su espacio radiofónico indicando adicionalmente que la cadena MVS y su equipo de colaboradores se uniría a esta causa, siendo que nunca ella le comunicó a los dueños de la cadena su intención de adherir a la cadena o que se haría uso de las siglas del canal en esta asociación y el miércoles 11 de marzo los dueños de la estación emitieron un comunicado en donde desconocen la alianza entre el medio y la plataforma y acusan de un "abuso de confianza" al no haber autorizado el uso de la marca en la nueva plataforma. Advierten en ese mismo texto que era un abuso de confianza al no consultar previamente que la marca se incluyera.

## Hechos
El 12 de marzo MVS anunció "por pérdida de confianza" el despido de Daniel Lizárraga, coordinador de la Unidad de Investigaciones Especiales del noticiario de Aristegui y de Irving Huerta, reportero. De acuerdo con Aristegui, los periodistas investigaban al día de su despido la adquisición de la casa del secretario Luis Videgaray.
Al siguiente día, en el que a la postre sería la última emisión del programa, Carmen Aristegui rechazó el despido de sus dos colaboradores calificando como una "respuesta desmedida" la decisión y dio un ultimátum a los dueños de la radiodifusora para la reinstalación de los reporteros como condición de la solución del diferendo.
El mismo viernes 13 de marzo MVS publicó un documento con los nuevos lineamientos sobre la relación entre la empresa MVS y los conductores de sus sesiones informativas. Estos nuevos lineamientos fueron analizados por el ombudsman de noticias MVS, Gabriel Sosa Plata, quien publicó un posicionamiento oficial que establece, entre otros puntos que: "...2. Esta Defensoría no fue consultada para emitir opinión previa sobre estos lineamientos, no obstante que incorpora elementos éticos y deontológicos de observancia obligatoria para los conductores de Noticias MVS." Además, dicho posicionamiento también establece "...4. En efecto, la periodista Carmen Aristegui, conductora de la primera emisión, tiene un contrato firmado con Noticias MVS, en cuyo Anexo B “sobre política editorial y reglas de conducta ética”, se establece una serie de lineamientos, entre los cuales destaca que “los titulares de cada una de las emisiones serán responsables finales del contenido y dinámica de sus espacios”, quienes “desarrollarán su tarea en un pleno ejercicio de libertad de expresión”. Es decir, con base en este Acuerdo, Carmen Aristegui tiene la decisión última respecto del contenido de su espacio informativo, aunque más adelante, en la parte relativa al Comité Editorial se afirma que “el contenido y la política editorial de las distintas emisiones de Noticias MVS es responsabilidad de conductores y empresa”. Hasta donde tenemos conocimiento este modelo de contrato no lo tienen los periodistas Luis Cárdenas, Ezra Shabot ni Alejandro Cacho."... "... Los lineamientos que MVS Radio aplicará desde el lunes 16 de marzo modifican unilateralmente las condiciones del contrato..."
El 15 de marzo de 2015, ante el ultimátum dado por la periodista al aire, MVS decidió su despido apelando a que no acepta este tipo de condicionamientos sino al diálogo para la solución de problemáticas.
El 19 de marzo de 2015, fue anunciada una conferencia por parte de la periodista desde el Museo Memoria y Tolerancia  de la Ciudad de México, la cual fue suspendida por cuestiones de seguridad. Por la tarde se transmitió un mensaje vía internet que fue visto por 78,800 personas y retransmitido por Ibero 90.9 de la periodista Carmen Aristegui sobre el caso MVS acompañada en la mesa por Salvador Camarena, Daniel Lizárraga y Kirén Miret vía streaming. En dicho mensaje la periodista pidió el regreso de ella y su equipo a la radiodifusora, y manifestó su extrañamiento por lo que calificó como una reacción exagerada su salida de dicho medio de comunicación.

Si el problema fue participar en Méxicoleaks, pudimos haberlo arreglado de un telefonazo (…) ¿A cambio de qué o por qué los Vargas debían ser parte de un golpe?
Carmen Aristegui

En dicho mensaje la comunicadora calificó el proceso como un golpe, en alusión a la salida de Julio Scherer de la dirección del periódico Excélsior en 1976.

Algo muy grave debe haber ocurrido para que estos empresarios (los Vargas, dueños de MVS), siempre atentos, se hayan comportado de esta manera, con virulencia y agresividad, con intención de aniquilar a los periodistas
Carmen Aristegui

También declaró que la dirección de Noticias MVS le solicitó expresamente que no publicara en su noticiario radiofónico el reportaje sobre la llamada Casa Blanca de Angélica Rivera en noviembre, por lo que decidió publicarlo en su sitio AristeguiNoticias.com

La violencia y manera violenta en que hicieron esta serie de sucesos cuyo único objetivo era la ruptura y aniquilación del equipo de noticias y era una especie de revancha tras el reportaje. La Casa Blanca es una investigación que se conoce ampliamente. Los periodistas hicieron lo mejor que podíamos hacer.
Carmen Aristegui

El hecho fue negado rotúndamente por MVS días después.

### Postura de la Empresa MVS
El mismo 19 de marzo de 2015, media hora después de la conferencia de la comunicadora, la empresa MVS a través de sus voceros asignados, el vicepresidente de Relaciones Institucionales de MVS Felipe Chao y José Antonio Vega emitieron un comunicado y una respuesta en video donde dieron respuesta a la opinión pública y medios sobre el Caso Aristegui. Entre lo más relevante se encuentra lo siguiente.
En cuanto a las acusaciones de ataques a la libertad de expresión respondieron lo siguiente:

"Es falso que MVS Radio trasgreda la libertad de expresión a través de sus lineamientos editoriales mismos que hicimos públicos. Reto a que cualquiera que los haya leído, para que indique dónde se pudiera ver afectada a la libertad de expresión. La afirmación de la periodista pretende eludir la atención respecto de los verdaderos motivos de este conflicto al que ella llama artificial por así convenir a sus intereses."

En cuanto a la razón principal de despido la empresa aduce lo siguiente:

"Como empresa, no podemos aceptar condicionamientos o ultimátums, de nuestros colaboradores. No podemos permitir que nadie pretenda privilegios en menoscabo de sus compañeros. Las actitudes individualistas, no tienen cabida en nuestro proyecto. No te confundas Carmen, lo grave, muy grave que nos está pasando es que una vez más, no puedes aceptar que te equivocaste. Que quede claro. Lo que desencadenó esta situación, fue el ultimátum que la periodista le fijó a la empresa. Nada más, pero nada menos."

En cuanto a la probable intervención del gobierno en el caso de Carmen Aristegui respondieron lo siguiente:

"Es importante destacar que MVS tiene independencia económica. Los ingresos que percibe MVS Radio por campañas del gobierno federal, son menores al 6% de los ingresos totales. Nuestra independencia económica del gobierno, nos permite también la independencia editorial."

En cuanto a la versión sobre un complot para despedir a Carmen Aristegui la empresa argumentó lo siguiente:

"Carmen sostiene que su despido fue “fraguado con mucha anticipación” y por la intervención de situaciones “extrañas e inexplicables”. Eso es falso. Carmen sabe muy bien que en el mes de Diciembre, pocos días después de la difusión del reportaje de la Casa Blanca, su contrato fue renovado. Hace quince días se le autorizó la compra del automóvil de lujo que le proporciona la empresa, con el doble de valor del establecido en el contrato. Se renovaron las cortinillas para la difusión de su noticiero en el Canal 52 MX y a la mayoría de la gente de su equipo se les incrementó el sueldo. Los hechos Carmen, te contradicen claramente."

Sobre la participación de la empresa en el reportaje de la Casa Blanca y Rafael Cabrera, reportero implicado, expresaron que seguía trabajando para MVS Radio y no había sido despedido:

Es importante mencionar que el verdadero autor del reportaje de la casa blanca, Rafael Cabrera, sigue y por lo que a nosotros respecta, seguirá trabajando en MVS Radio. Por lo visto, la Sra. Aristegui ha ignorado algunos detalles en beneficio de su propia causa."

Durante el anuncio Rafael Cabrera acusó a MVS de mentir ya que fue despedido desde el lunes 16 de marzo y publicó en su cuenta de Twitter una copia de su factura de liquidación como prueba de ello.
Finalmente la empresa MVS a través de sus voceros públicamente dio por terminado el contrato y la relación con Carmen Aristegui y también públicamente le deseó suerte.
El 22 de marzo de 2015 la empresa emitió un nuevo comunicado donde negó cualquier acto de censura en contra de Carmen Aristegui y su equipo, establece lineamientos de acción legal y las causas de los mismos debido a supuestos desvío de recursos por parte de Carmen Aristegui. En el mismo comunicado acusó a Carmen Aristegui de mentirosa y de falta de ética por la forma en que se ha conducido con respecto a su despido de la empresa y los pronunciamientos públicos que ha hecho sobre la empresa MVS, los cuales la empresa los considera falsos. La conminó a aceptar su responsabilidad.
Las demandas interpuestas por MVS contra Aristegui fueron desechadas en 2019 por la SCJN al aducir que el asunto tratado entre la relación entre la radiodifusora y el poder político de México eran materia del interés público y las acciones en contra de esta discusión vulneraban el derecho a la libertad de expresión de la periodista.

## Consecuencias

### 2015
12 de marzo
- Ciudadanos y ciudadanas se manifestaron frente a las oficinas de la radiodifusora en la Ciudad de México.[21]
- En Twitter el hashtag #EnDefensaDeAristegui se posiciona como tendencia nacional[60] y el 15 de marzo de 2015, el hashtag #EnDefensadeAristegui2.[22] Entre quienes se manifestaron en contra del despido en dicha red social se encontraron Lydia Cacho, Enrique Krauze, Joaquín López-Dóriga, Denise Dresser y Damián Alcázar, entre otros y otras.[22][61]

15 de marzo
- Anonymous hackeó la página de Noticias MVS entre el 14 y el 15 de marzo, colocando un comunicado de rechazo a las decisiones de la radiodifusora.[62]
- La colaboradora del noticiario Denise Dresser anunció su renuncia en respaldo a Carmen Aristegui.[63]
- El poeta Mardonio Carballo informó[64] vía Twitter su salida de MVS.
- Enrique Galván Ochoa hizo pública su renuncia[65] vía Twitter.

16 de marzo
- Sergio Aguayo Quezada anunció[66] su salida de MVS el 16 de marzo de 2015, al ser invitado por Carmen «Me voy con ellos de MVS».
- El programa Noticias MVS Primera Emisión fue conducido por Carlos Reyes, titular de la edición sabatina de Noticias MVS. Se rumoraba que en lugar de Carmen entraría Alejandro Cacho, pero esto fue desmentido por él mismo, argumentando que continúa en su noticiero Ponte Al Día de 6 a 9 de la mañana en la estación Exa FM 104.9 de la Ciudad de México.
- Guadalupe Loaeza comunica vía Twitter que también renuncia a MVS en apoyo a Carmen Aristegui.[67]
- Estudiantes, trabajadores y trabajadoras de la Universidad Autónoma Metropolitana recaudaron firmas para que se dé un espacio a Carmen Aristegui en UAM Radio, en la frecuencia 94.1 de FM.[68]
- Cerca de tres mil ciudadanos y ciudadanas se manifestaron de nueva cuenta frente a las instalaciones de Noticias MVS en la Ciudad de México. Durante la protesta se entregaron 170 mil firmas al Defensor de la Audiencia de MVS, Gabriel Sosa Plata.[69]

17 de marzo
- Anonymous México volvió a hackear una página propiedad de MVS, pero esta vez de la estación Exa FM, con el encabezado "#EndefensadeAristegui3 STATEMENT Anonymous México.", señalando además que enviarían sus datos, como documentos y correos electrónicos a la plataforma de Méxicoleaks.[70]
- El pleno de la Asamblea Legislativa del Distrito Federal aprobó un punto de acuerdo para pedir a Miguel Ángel Mancera, jefe de Gobierno de Ciudad de México, para otorgar un espacio en el Canal 21 del Sistema de Radio y Televisión Digital de la capital mexicana.

18 de marzo
- La Secretaría de Gobernación declaró que en su opinión, el asunto era un "conflicto entre particulares" y animaba a su pronta resolución, rechazando igualmente tener injerencia en el proceso.[71]
- La organización de derechos humanos Human Rights Watch se mostró "preocupada" por la salida del programa de la comunicadora y comentó a través de su director para las Américas, José Manuel Vivanco, que dicho hecho "genera seria preocupación por el estado de la libertad de expresión en México".[72]

19 de marzo
- La oficina en Alemania de Reporteros sin fronteras se abstuvo de responder preguntas sobre el caso por una reportera de Deutsche Welle, al considerar que el asunto no está relacionado con la libertad de prensa.[73]
- La Comisión de Derechos Humanos del Distrito Federal manifestó que en el diferendo existen dos dimensiones, la individual y la colectiva, por lo que “en el ejercicio de la libertad de expresión se tienen siempre que ponderar y priorizar los intereses colectivos de las audiencias y de la ciudadanía por sobre los intereses particulares o empresariales”, consideró Perla Gallardo, titular del organismo.

22 de marzo
- La Junta de Coordinación Política del Senado de la República recibió para análisis la propuesta hecha por legisladores del Partido Acción Nacional (PAN), el Partido de la Revolución Democrática (PRD) y del Partido del Trabajo (PT) para abrir un espacio a Aristegui en el Canal del Congreso, animando también a dicho canal que se sume a la plataforma Méxicoleaks.[74]
- La empresa MVS emite un comunicado para refutar la postura de Carmen Aristegui con respecto a la supuesta "censura" del reportaje de la casa blanca ejercida por la empresa MVS. La empresa niega dicho alegato, incluso explica la forma en que se apoyó para la elaboración de dicho reportaje por parte del equipo de Carmen Aristegui. La empresa establece a través del mismo comunicado que estudian el desvío de recursos por parte de Carmen Aristegui y su equipo, ya que dieron preferencia en la primicia del reportaje al portal Aristegui Noticias y no a MVS que fue quien financió en su totalidad dicho reportaje.[26]

23 de marzo
- Edison Lanza, relator especial para Libertad de Expresión de la Comisión Interamericana de Derechos Humanos (CIDH), declaró que el asunto no es un tema entre particulares y que "huele a censura".[75]
- René Franco, conductor del programa La Taquilla, en Radio Fórmula, emitió un mensaje en su cuenta de Twitter: "Opino: 1) Aristegui no representa al pueblo, sólo a una burguesía intelectualoide aberrante. 2) Nadie la corrió; ella puso un ultimátum. Fin."[76]

16 de abril
- El juez Octavo de Distrito en Materia Administrativa del Distrito Federal, Fernando Silva García, declaró la suspensión provisional en vía de amparo en favor de Carmen Aristegui, al considerar que la decisión por parte de MVS se sustentó en fines privados —la versión del problema laboral que defendió desde un inicio la empresa— cuando la problemática en cuestión tiene relevancia social y no afecta solamente los derechos de Aristegui, sino al ejercicio del periodismo e inhibir incluso la libertad de expresión.[12] Dicha suspensión obliga a la empresa a negociar con la periodista las causas y condiciones que generaron la problemática y lleguen a un acuerdo.

El  juzgador federal advirtió que la terminación del contrato por parte de MVS Radio se justificó exclusivamente en facultades contractuales de derecho privado, sin tener en consideración que se está en presencia, por un lado, de la concesión de un bien y servicio público del Estado y por otro de un ámbito de relevancia social (periodismo crítico).
Juez Fernando Silva García

Grupo MVS rechazó la decisión del togado, emitiendo una queja al Poder Judicial de la Federación del país.
27 de abril
- A partir del lunes, 27 de abril; Alejandro Cacho toma el espacio radiofónico de 6 a 10 de la mañana que estaba ocupando Carlos Reyes. Este último ahora conduce una emisión local para la Ciudad de México de 5 a 6 de la mañana. El viernes previo, Alejandro Cacho despidió el noticiero "Ponte al Día" que junto con Pamela Cerdeira conducían de 6 a 9 de la mañana en Exa 104.9 en la Ciudad de México. Pamela Cerdeira ahora conduce en MVS 102.5 el noticiario "A Todo Terreno" de 3 a 4 de la tarde de lunes a viernes.

### 2017
28 de julio
- El juez Guillermo Campos Osorio, basado en el juzgado 14 de lo civil en la Ciudad de México, sentenció que el despido de la periodista había sido ilegal, desechando los argumentos planteados por la empresa MVS. Asimismo negó que la periodista tenía que pagar una indemnización a la radiodifusora, pero también determinó que la empresa no estaba obligada a pagar tampoco indemnización a Aristegui.[23]

### 2018
21 de junio
- Ante una apelación de la sentencia del juez Campos por parte de MVS, los magistrados Roberto Ramírez Ruiz, Fernando Alberto Casasola Mendoza y Elisa Macrina Álvarez Castro del Séptimo Tribunal Colegiado en Materia Civil desecharon el recurso, reafirmando que la periodista fue despedida injustificada e indebidamente.[24]

#### 28 de septiembre
- Carmen Aristegui y Grupo Radio Centro anunciaron que la periodista volvería a la radio en su frecuencia 97.7 y a nivel nacional.

### 2019
- El 16 de enero de 2019 Carmen Aristegui volvió a la radio FM.[78]
- El 13 de febrero de 2019 MVS y la familia Vargas se desistieron de la demanda contra Aristegui. La SCJN confirmó el criterio de los magistrados civiles de que no hubo razones para que la periodista fuera despedida.[79]
- El 20 de febrero de 2019 la Primera Sala de la SCJN recurrió la sentencia del juzgado civil ante el Amparo directo en revisión 6175/2018 presentado por Carmen Aristegui ante la demanda en su contra por presunto daño moral. Mediante un comunicado titulado "Primera Sala resuelve a favor de la libertad de expresión" la corte reafirmó que la carga de la prueba fue revertida hacia la periodista en la sentencia dada por un tribunal colegiado. La resolución indició que "la doctrina jurisprudencial sobre este tema sostiene que en el caso de opiniones que impacten en el interés público se puede justificar que la libertad de expresión prevalezca frente a los derechos de la personalidad de los involucrados, toda vez que el debate en estos temas debe ser desinhibido, robusto y abierto”.[80]